# 帕納梅里卡諾市

帕納梅里卡諾市（西班牙語：Municipio Panamericano），是委內瑞拉的一個市，位於該國西南部塔奇拉州，首府設於科隆西托，始建於1941年，面積776平方公里，海拔高度135米，2011年人口32,180，人口密度每平方公里41.47人。